# 이쿠지정
이쿠지정(生地町)은 도야마현 시모니카와군에 있던 정이다. 현재의 구로베시에 해당한다.

## 역사
- 1889년 4월 1일 - 정촌제 시행에 의해 시모니카와군 이쿠지정이 성립하였다.
- 1934년 7월 - 구로베강에서 흘러나온 물. 7일 동안 탁류에 휩쓸려 피해를 입었다.
- 1935년 3월 15일 - 오후 11시경 정 중심부에 있던 정어리 가공공장에서 화재가 발생. 전년도 구로베가와 데스이미즈(黒部川出水)의 피해 지역을 포함한 가미마치(上町), 시주모노마치(四十物町) 등 190가구의 주택과 181채의 비주거용 주택, 창고가 전소되는 큰 화재가 발생하였다. 그 후, 인접한 무라쓰바키촌에도 불이 옮겨 붙었다.
- 1954년 4월 1일 - 사쿠라이정과 합병해 구로베시가 성립하였다.

## 관련링크
- 富山県下新川郡生地町 (16B0020025) | 歴史的行政区域データセットβ版 - Geoshapeリポジトリ